# Marcha do Orgulho Trans de São Paulo

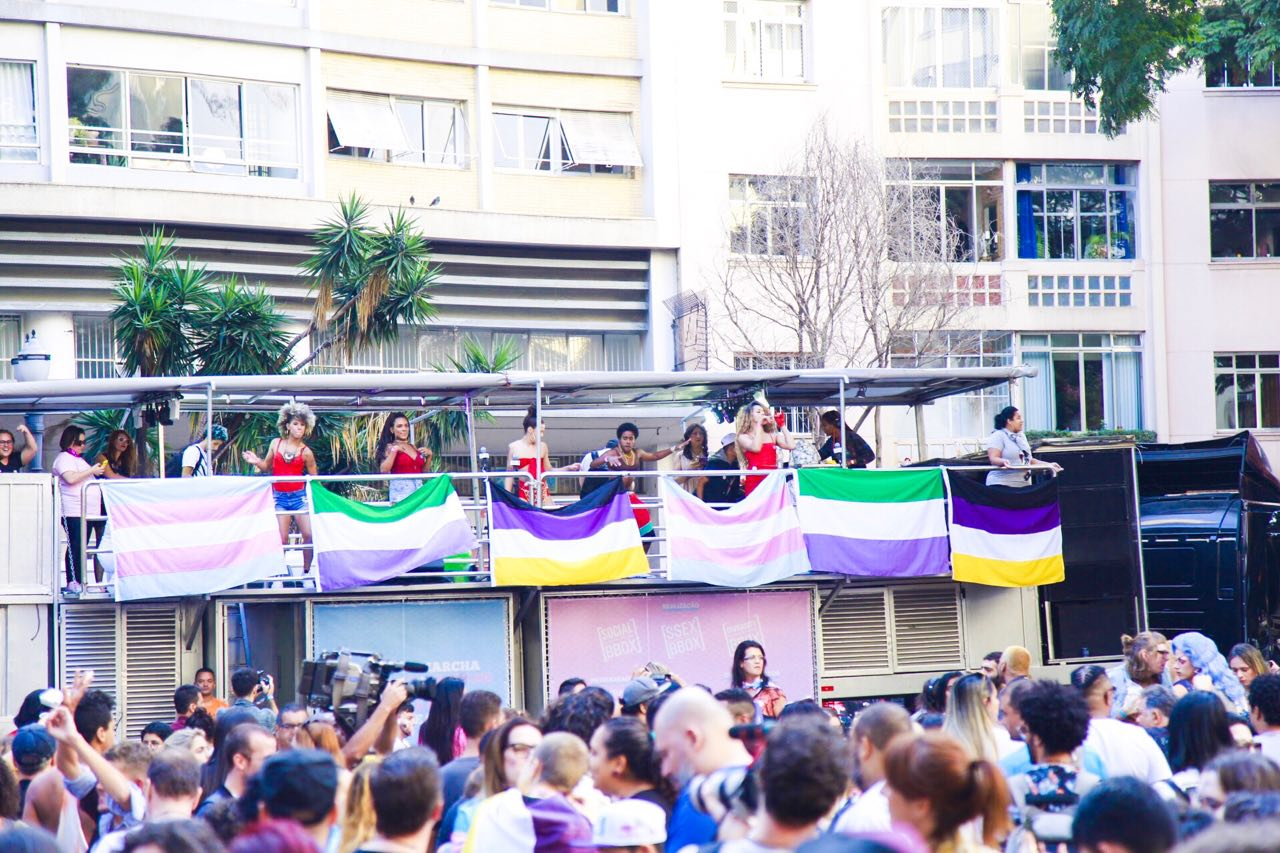
Trio elétrico da edição de 2019 da Marcha do Orgulho Trans de São Paulo

A Marcha do Orgulho Trans de São Paulo é um evento que acontece anualmente no Largo do Arouche, no Centro da capital paulista, desde sua primeira edição em 2018. A marcha é idealizada e organizada pelo Instituto [SSEX BBOX], com produção e organização de Pri Bertucci e Van Marcelino, em conjunto com a prefeitura de São Paulo e tem como objetivo promover a visibilidade e os direitos das pessoas trans, sendo a primeira a focar nessa parcela da comunidade a acontecer no Brasil e se diferencia da Parada do Orgulho LGBT+, que visa a comunidade como um todo.
A escolha do Largo do Arouche como local de realização da Marcha é uma referência à Operação Tarântula, deflagrada na década de 1980, que tinha como objetivo a “remoção” de travestis da região, sob pretexto de “luta contra a AIDS”.

## Contexto e necessidade
A luta de travestis e pessoas transgênero é um dos principais contribuintes para o debate de gênero e sexualidade. Marginalizadas, muitas travestis e mulheres trans brasileiras, além expulsas de suas casas durante a adolescência, também evadem dos estudos e, ao perderem dois importantes pilares sociais – a família e a escola – a rua se torna sua única opção.
De acordo com levantamento feito pela Associação Nacional de Travestis e Transexuais (Antra) em 2017, cerca de 90% das mulheres trans no Brasil recorrem à prostituição como meio de subsistência. Aquelas que chegam ao mercado de trabalho também enfrentam preconceitos em relação aos seus nomes, que não são respeitados.
Por conta dessas complexidades, o Instituto [SSEX BBOX] percebeu a necessidade de debater e mostrar as mazelas vividas por essa parcela da comunidade LGBT, que mesmo compondo parte da Parada Orgulho LGBT+, tem suas demandas específicas a serem compartilhadas.

## Visibilidade, primeiros passos e impacto
Em janeiro de 2015, a prefeitura de São Paulo lançou o programa Transcidadania, uma das primeiras políticas públicas do município para essa população, que além de uma grande conquista para o movimento, também trouxe visibilidade no espaço político e social para o surgimento de novos debates.
O Programa Transcidadania é regulamentado pela Secretaria Municipal de Direitos Humanos e Cidadania e tem como objetivo promover a reintegração e mulheres e homens trans em situação de vulnerabilidade a partir da conclusão da educação básica e do ensino médio, através da Educação de Jovens e Adultos (EJA) e pela qualificação profissional. Logo de início, o programa expôs algumas das vulnerabilidades sofridas pela população trans, como alto índice de expulsão familiar e evasão escolar, prostituição compulsória, uso de substâncias tóxicas sem acompanhamento médico como silicone industrial e hormônios, que apenas justificaram sua necessidade social.
Em 2017, as movimentações de Pri Bertucci e o Instituto [SSEX BBOX] revelaram as complexidades e desafios enfrentados ao tentar unificar diferentes vozes e organizações dentro da comunidade trans e mais amplamente na comunidade LGBTQIAP+. O instituto estendeu convites a várias organizações influentes e figuras proeminentes do movimento trans, como Mães Pela Diversidade, ANTRA e a Rede Trans dentre outras, buscando criar uma coalizão de vozes que ecoassem a unidade e força do movimento.
A partir de parceria iniciada em 2018 com Van Marcelino como diretor de produção, a primeira Marcha Trans aconteceu no centro de São Paulo e de imediato transformou-se num poderoso símbolo de resistência e celebração da identidade trans. Com a participação de artistas renomados como Johnny Hooker, Liniker, Mel, Pepita, Leonora Vingativa, MC Xuxu, Erica Hilton e Erika Malunguinho, a Marcha não só destacou a rica tapeçaria cultural da comunidade trans, mas também proporcionou um espaço vital para sua expressão e visibilidade.
Essa marcha colocou o Brasil no mapa global das marchas trans, uma série de eventos que acontecem em diversas cidades ao redor do mundo, geralmente dois dias antes das paradas gays, que tendem a ser mais comerciais e focadas principalmente nos direitos e cidadania de pessoas LGB, muitas vezes centradas em homens gays brancos.
As Marchas Trans são realizadas como uma forma de protesto e reivindicação de espaço, destacando a exclusão histórica de mulheres, pessoas trans, homens trans, e pessoas não binárias nas narrativas dominantes de gênero e sexualidade. Estes grupos frequentemente enfrentam opressão adicional em meio às masculinidades tóxicas e hegemônicas presentes na sociedade.